# أكل الحشرات

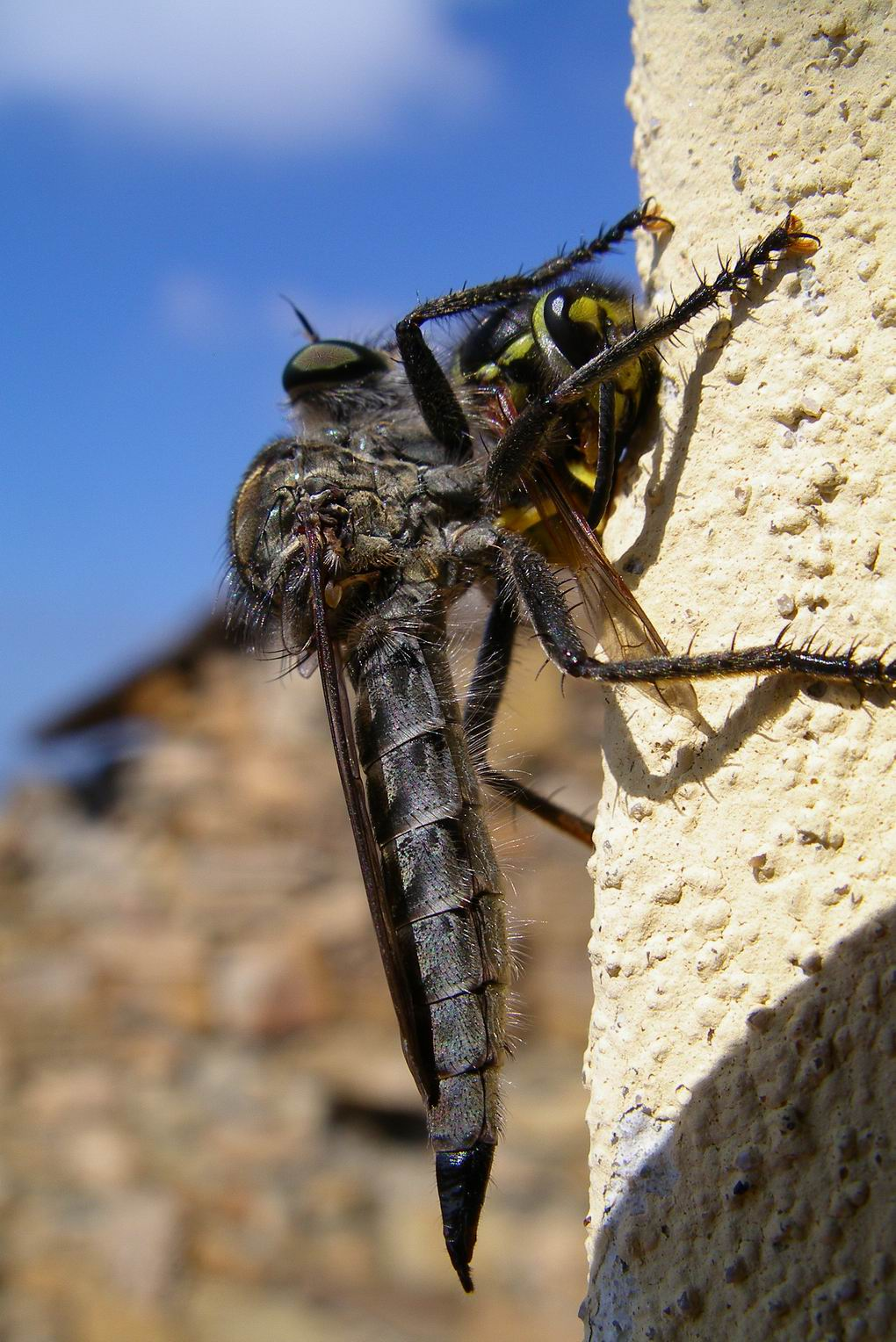
ذبابة السارق تتغذى على الدبابير.

أكل الحشرات (Entomophagy، من اليونانية ἔντομον éntomon، "حشرة"، وφαγεῖν phagein، "أكل") هي ممارسة أكل الحشرات. المصطلح المماثل هو الحاشرية. المصطلحات للكائنات الحية التي تمارس أكل الحشرات هي آكلة الحشرات أو ملتقمة الحشرات أو الحاشرات (entomophage) و(injectivore).
يُعرف أكل الحشرات أحيانًا على أنه يشمل أيضًا أكل المفصليات غير الحشرات، مثل العنكبيات وكثيرات الأرجل؛ قد يُشار أيضًا إلى أكل العناكب باسم Arachnophagy.

## من غير البشر

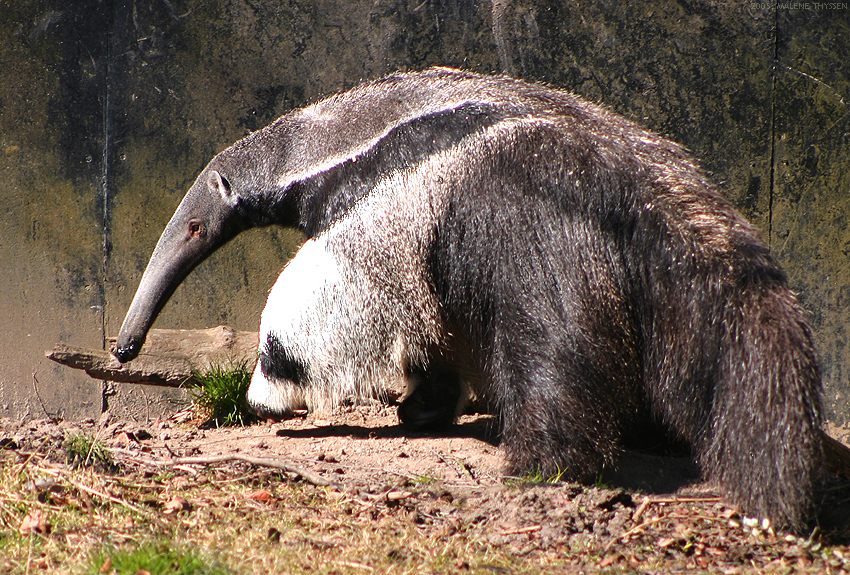
أكل الحشرات بين الحيوانات: آكل النمل العملاق هو حيوان ثديي متخصص في أكل الحشرات.

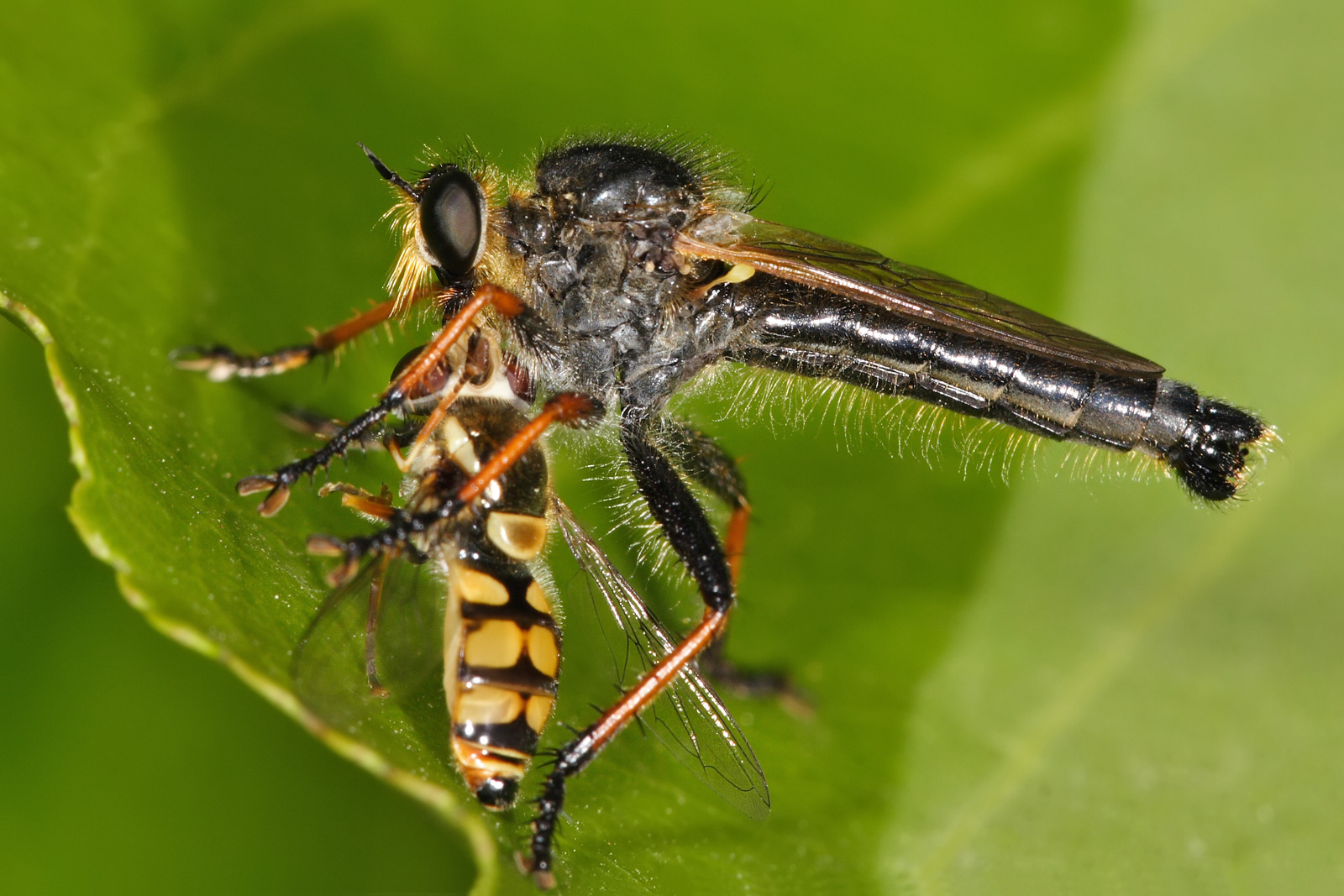
ذبابة العنتر تأكل سيرفيدية.

تنتشر ظاهرة أكل الحشرات بين العديد من الحيوانات، بما في ذلك الرئيسيات غير البشرية.
وتسمى الحيوانات التي تتغذى بشكل أساسي على الحشرات بالحاشرات.
أحيانًا يطلق على الحشرات، والديدان الأسطوانية (الخيطية)  والفطريات التي تحصل على غذائها من الحشرات مصطلح آكلات الحشرات، وخاصة في سياق تطبيقات المكافحة البيولوجية. ويمكن أيضًا تصنيفها بشكل أكثر تحديدًا إلى حيوانات مفترسة أو طفيليات أو شبيهة الطفيليات، في حين يمكن أيضًا تسمية الفيروسات والبكتيريا والفطريات التي تنمو على الحشرات أو داخلها بأنها مسببة للأمراض الحشرية (انظر أيضًا الفطريات الممرضة للحشرات).[بحاجة لمصدر]

## البشر

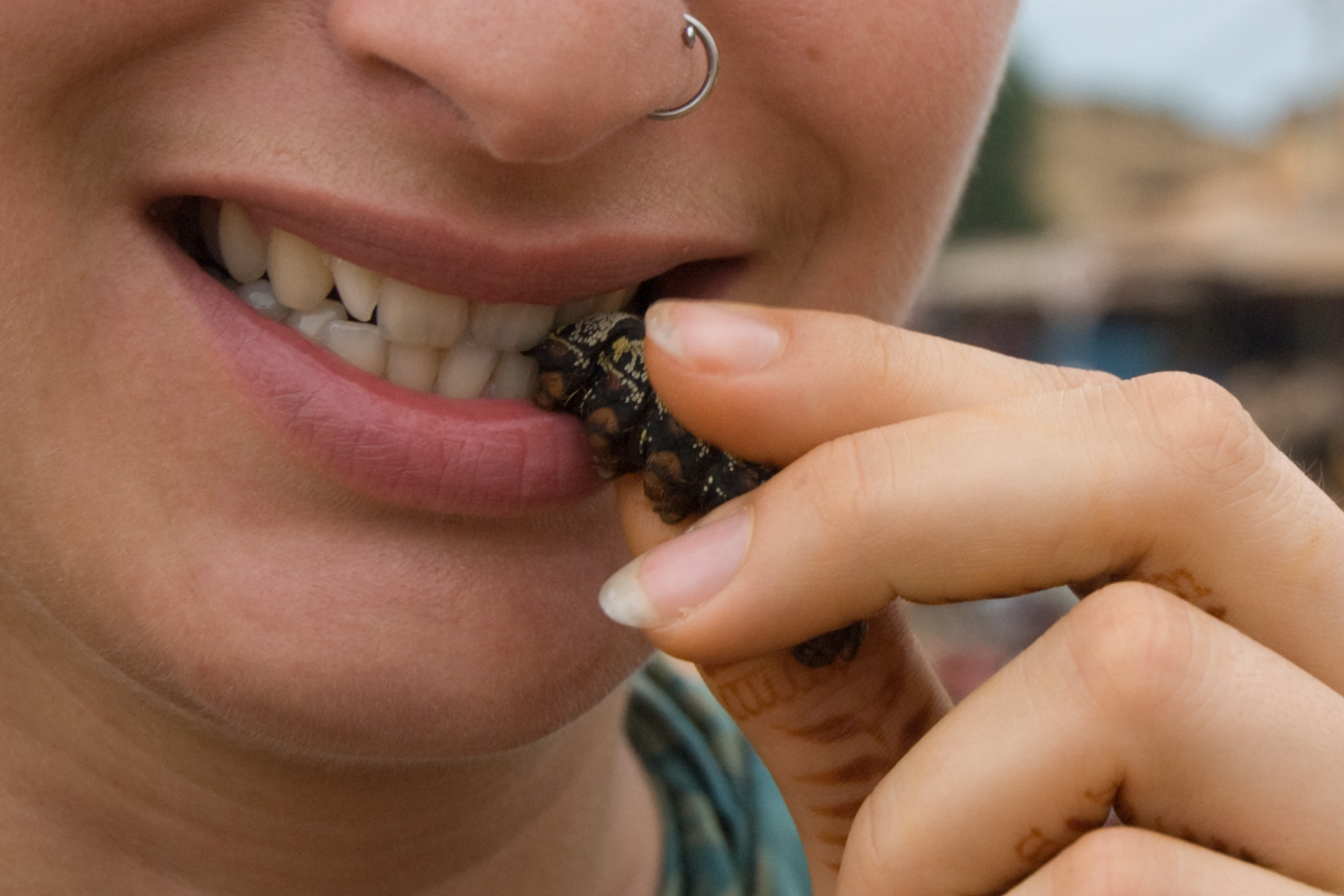

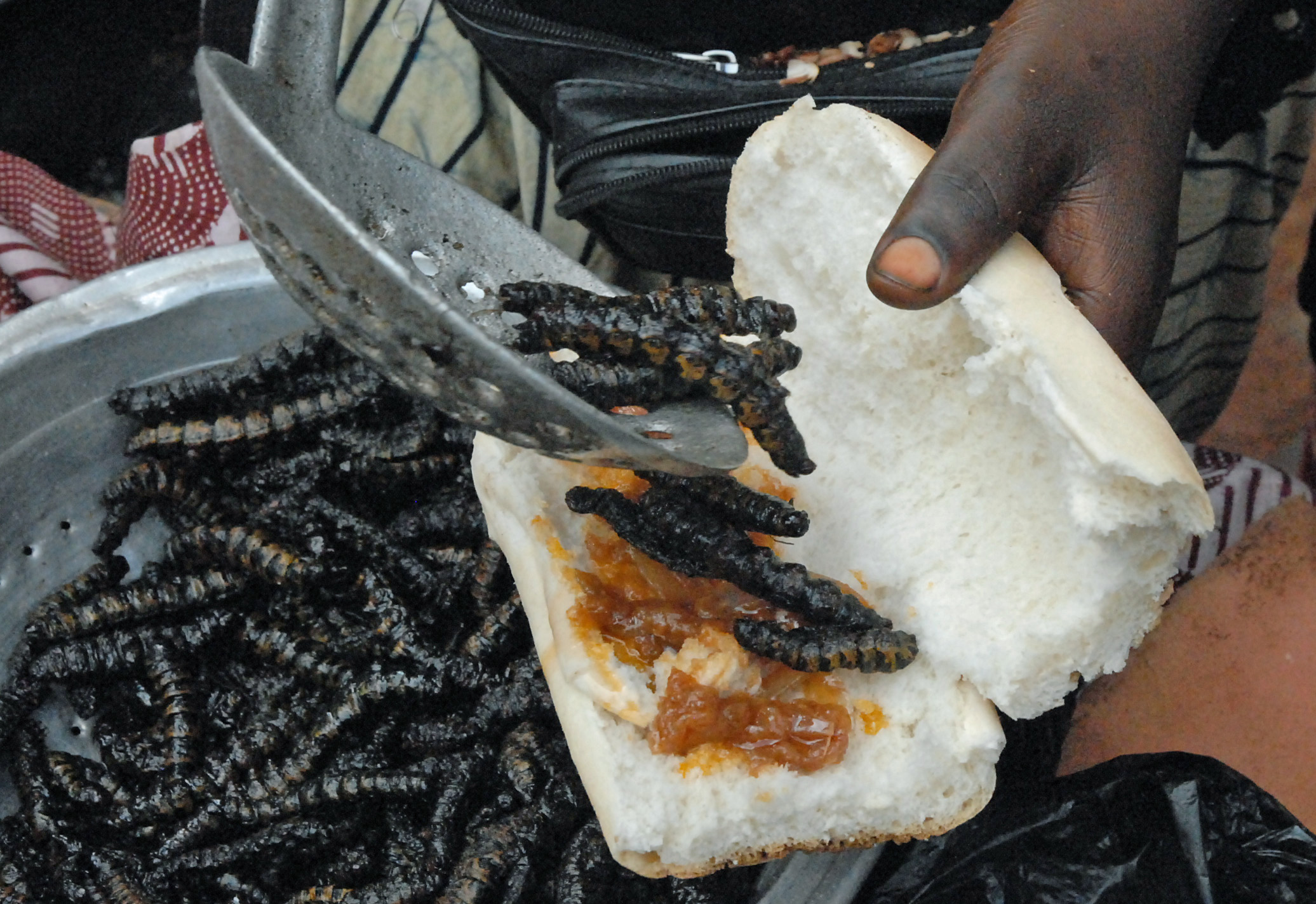
يرقات زحل المقلية تقدم على الخبز للاستهلاك البشري.

يُوصَف أكل الحشرات علميًا بأنه منتشر بين الرئيسيات غير البشرية وشائع بين العديد من المجتمعات البشرية. المصطلح العلمي الذي يصف ممارسة أكل الحشرات من قبل البشر هو anthropo-entomophagy. لقد أكل البشر بيض ويرقات وعذارى وبالغات بعض الحشرات منذ عصور ما قبل التاريخ وحتى يومنا هذا. تمارس حوالي 3000 مجموعة عرقية أكل الحشرات. أكل الحشرات من قبل البشر شائع في الثقافات في معظم أنحاء العالم، بما في ذلك أمريكا الوسطى والجنوبية وأفريقيا وآسيا وأستراليا ونيوزيلندا. تأكل ثمانون بالمائة من دول العالم حشرات تتراوح بين 1000 إلى 2000 نوع. سجلت منظمة الأغذية والزراعة حوالي 1900 نوع من الحشرات الصالحة للأكل وتقدر أنه في عام 2005 كان هناك حوالي ملياري مستهلك للحشرات في جميع أنحاء العالم. تقترح منظمة الأغذية والزراعة أكل الحشرات كحل محتمل للتدهور البيئي الناجم عن إنتاج الماشية.
في بعض المجتمعات، يعد أكل الحشرات أمرًا غير شائع أو محظورًا. أظهر تحليل حديث لبيانات اتجاهات جوجل أن الناس في اليابان أصبحوا مهتمين بشكل متزايد بأكل الحشرات منذ عام 2013.